# Dendrosicyos socotranus
Dendrosicyos socotranus — вид квіткових рослин родини гарбузові (Cucurbitaceae). Інші назви дендросіціос сокотранський або огіркове дерево. Це незвичайне дерево можна зустріти тільки на острові Сокотра. Огіркове дерево має великий біологічний інтерес, тому що це єдина в світі деревоподібна рослина родини гарбузових. Огіркове дерево трохи схоже на баобаб — товстий роздутий стовбур — до 1 метра в діаметрі, короткі гілки, що піднімають вгору рідкісну крону. Раніше огіркове дерево часто зустрічалося на території Сокотра, але через активне використання в господарстві, його чисельність різко скоротилася. Свою назву дерево отримало завдяки своїм плодам — вони схожі на огірки, але тільки з безліччю шипів.